# Rafael Ángel Calderón Fournier
Rafael Ángel Calderón Fournier (Diriamba, Nicarágua, 14 de março de 1949) é um advogado e político, foi o presidente da Costa Rica entre 1990 e 1994.

## Carreira
Seu padrinho foi o ditador da Nicarágua, Anastasio Somoza Debayle.
Até Calderón Fournier fundar o Partido Republicano Calderonista em 1976, ele era membro do Partido Unificación Nacional. Em 1983 fundou o Partido Unidad Social Cristiana.
Calderón foi detido em outubro de 2004 por suspeita de corrupção. Em 2005, ele foi libertado da custódia.

Em 2009, foi novamente candidato do Partido Unidad Social Cristiana para as eleições presidenciais de 2010. No entanto, retirou sua candidatura depois de ser condenado a 5 anos de prisão por um tribunal da capital da Costa Rica, San José, em outubro de 2009, sob acusações de corrupção. Ele, junto com outros sete co-réus, foi considerado culpado de receber um total de oito milhões de dólares americanos em subornos para a compra de dispositivos médicos na Finlândia às custas do sistema de previdência social do estado. Em maio de 2011, o Supremo Tribunal de Recurso reduziu a pena de prisão imposta para três anos e impôs um período probatório de cinco anos.